# NICAM

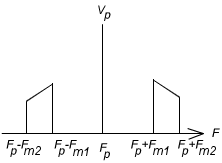
Espectre de freqüència de l'emissió de ràdio-AM

NICAM (també conegut com NICAM 728, a causa del flux de bits de 728 kbit/s, és un acrònim de Near Instantaneous Companded Àudio Multiplex ("gairebé instantani comprimit Àudio Multiplex" és un format de so digital de TV. Els senyals d'àudio es codifiquen en 14 bits, amb una modulació per impulsos codificats (PCM) amb una freqüència de mostreig de 32 kHz.

S'utilitzen diversos mètodes per a la transmissió del so a la televisió. Si bé en alguns països europeus es prefereix el so de dos canals amb portadors de so i portadors de so secundaris, hi ha NICAM (Near Instantaneous Companded Audio Multiplex), un mètode desenvolupat per la BBC britànica als anys 80 per a la transmissió de so digital d'alta qualitat.
NICAM, que s'especifica als estàndards europeus sota ETSEN 300 163, funciona de manera digital i digitalitza el senyal d'àudio en modulació de codi de pols (PCM) amb una resolució de 14 bits i una freqüència de mostreig de 32 kHz. El senyal d'àudio digitalitzat es comprimeix i es transmet en paquets de dades, cadascun amb 32 quantificacions per segon. El canal NICAM amb una velocitat de dades de 704 kbit/s està disponible per a la transmissió.

## Història
El sistema NICAM va ser desenvolupat en els anys 80 del segle XX per la BBC i va ser llançat al Regne Unit en 1991 com a mètode de transmissió d'àudio estèreo de televisió. Alguns països europeus, com Dinamarca, Noruega, Finlàndia, Suècia, Espanya, Bèlgica, Portugal i França ho van utilitzar com el seu mètode de transmissió d'àudio estèreo, així com Hong Kong i Nova Zelanda.

## Funcionament
El senyal NICAM és un senyal d'àudio independent que conté senyals d'àudio per a estèreo, mono de dos canals, mono amb canal de dades o només per a un canal de dades. Es transmet per una subportadora separada a més de la portadora d'àudio sobre la qual s'emet el senyal mono. La freqüència de subportadora depèn de l'estàndard de televisió en què s'utilitza NICAM i pot ser de 5,85 MHz per al sistema B/G o de 6,552 MHz per al sistema I. Les dades NICAM es transmeten en un flux de dades de 728 kbit/s, que al seu torn consisteix en paquets de dades NICAM de 728 bits de llarg, de manera que es transmet un paquet de dades cada mil·lisegon.
Al costat de recepció, es mostra a la pantalla el servei NICAM corresponent. A causa dels diferents serveis de transmissió, es podria transmetre una emissió mono en tres idiomes amb NICAM: la primera llengua mitjançant la portadora d'àudio, la segona i la tercera via la subportadora NICAM en mono de dos canals.
Amb la finalitat de mantenir la compatibilitat amb els receptors bufó, el senyal NICAM es transmet en una sub-portadora pròxima a la freqüència de la portadora de vídeo, complint sempre amb l'amplària estandarditzada del canal. Al no modificar el senyal bufó que ja s'enviava els receptors que no són compatibles amb el sistema NICAM poden seguir decodificando l'àudio bufó sense problemes.
Un televisor estèreo basat en la infraestructura NICAM pot rebre un programa de televisió bufó i estèreo al mateix temps, o pot fins i tot rebre dues o tres pistes d'àudio completament diferents. D'aquesta forma és possible seleccionar com dels àudios es desitja escoltar, permetent, per exemple, el visionat de pel·lícules en diferents idiomes, de manera similar a com es fa en els avions.
Quant als gravadors de vídeo compatibles amb NICAM, la pràctica comuna és registrar el flux NICAM en VHS Hi-Fi mentre el senyal de compatibilitat bufó es registra en el rang lineal.

## Alternatives
MTS: es transmet un senyal de diferència amb la finalitat de convertir el senyal estèreo en un senyal bufó (FM-FM: dos canals de senyal analògic)